# Hallon
Hallon (Rubus idaeus) är en buske som tillhör hallonsläktet i familjen rosväxter. Arten är nordligt cirkumpolär och förekommer i Europa, Asien och Nordamerika. Den växer vilt i nästan hela Sverige och har odlats i Sverige sedan renässansen. Vanligast är röda hallon, men även gula och svarta förekommer. Bären börjar mogna runt juni, men den stora skörden kommer i slutet av juli/augusti då plockandet måste ske omkring varannan dag för att inte bären ska förfaras. Bären äts som de är eller används till sylt och saft.

## Biologi

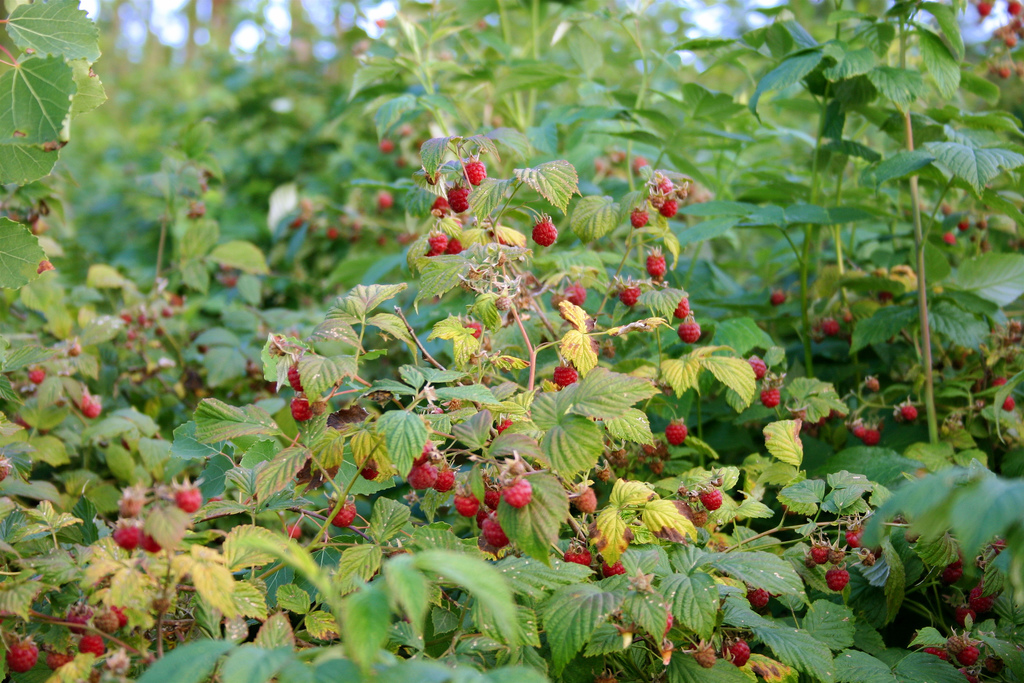
Hallonbuske.

Liksom andra arter i släktet Rubus har hallon småfrukter som är stenfrukter och blommor som saknar ytterfoder. Småfrukterna sammanhänger med varandra och ibland lossnar från pistillfästet tillsammans. Dess buskstammar kommer upp från en vedartad jordstam, växer upprätt, är tätt beklädda med taggar och blir 2-åriga. Det första året är de enkla. Det andra året förgrenar de sig genom blombärande skott från bladvinklarna. Hallon har stark förökning genom rotskott både i vilt och i odlat tillstånd. Dess ståndorter är torra platser, till exempel skogsberg, klippavsatser, stenrös och snårfyllda backar, där den ofta samexisterar med andra växter. Den är utbredd över hela Norden, till och med ovanför trädgränsen.
Hallonbuskens blommor sitter ofta dolda under löven och är oansenliga med sina små och smala, vitaktiga kronblad, som knappt når över de upprätta foderbladen. De besöks ivrigt av bin och humlor, som lockas av doften och den rikliga nektarproduktionen på den breda skivan innanför ståndarna. Frukten är sammansatt av små men talrika småfrukter, vardera med en helt liten, nätlikt gropig fruktsten.

## Odling och användning

### Hallonsorter
- Asker - härdig till och med zon 4
- Autumn Bliss - härdig till och med zon 4
- Glen Moy - härdig till och med zon 2
- Glen Prosen - härdig till och med zon 2
- Golden Queen - härdig till och med zon 6
- Haida - härdig till och med zon 5
- Malling Exploit - härdig till och med zon 4
- Muskoka - härdig till och med zon 6
- Preussen - härdig till och med zon 5
- Risarp Dessert - härdig till och med zon 5 (förädlad Veten)
- Veten - härdig till och med zon 4
- Yertz (Rödbladig, ursprung Bjursås, Falun) - härdig till och med zon 6

### Produktion av hallon

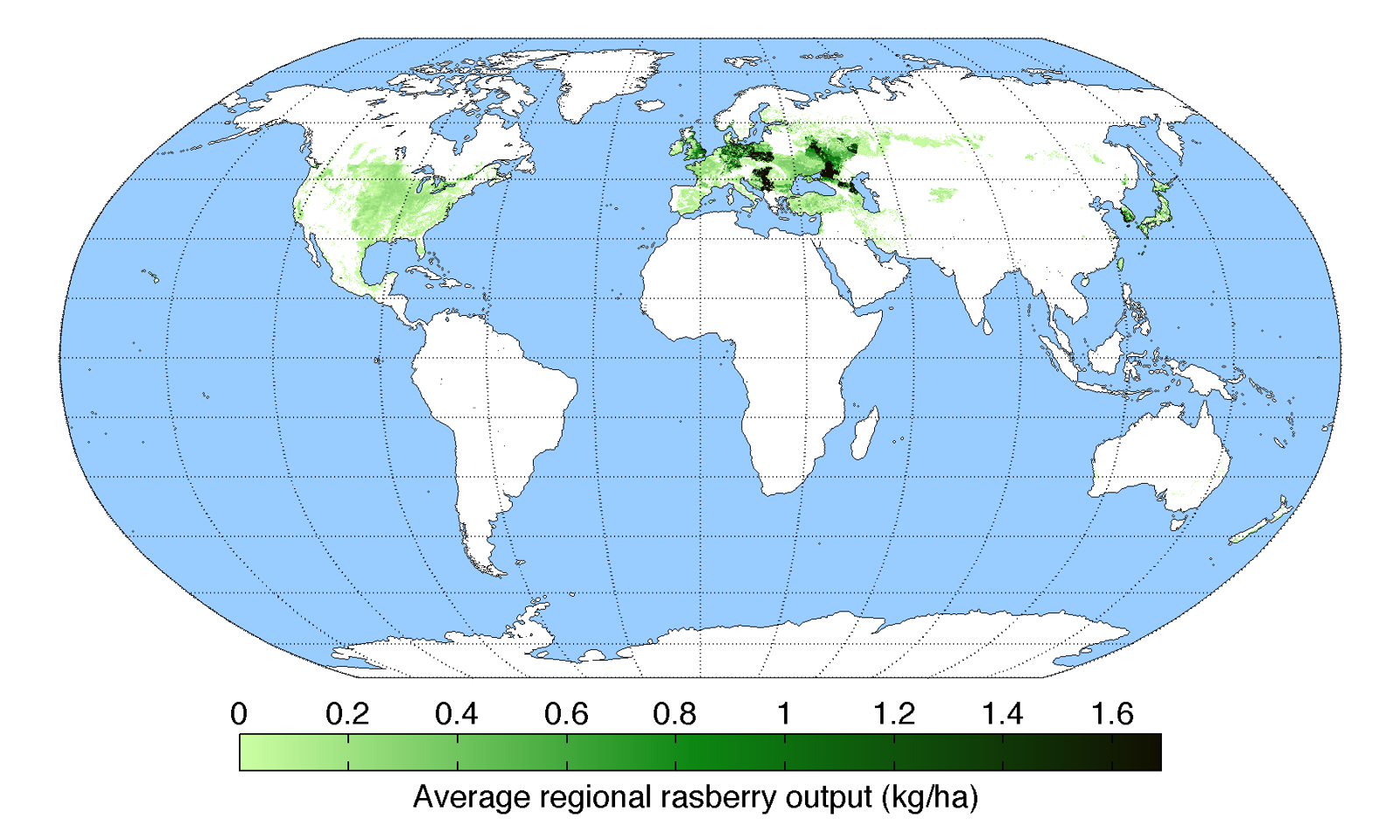
Hallonskördens fördelning på världskartan.

| Nr                                                                   | Område                 | Produktion (ton) | Andel (%) |
| -------------------------------------------------------------------- | ---------------------- | ---------------- | --------- |
| 1                                                                    | Ryssland               | 144 000          | 23,51 %   |
| 2                                                                    | Polen                  | 125 859          | 20,55 %   |
| 3                                                                    | USA                    | 103 510          | 16,90 %   |
| 4                                                                    | Serbien                | 61 715           | 10,07 %   |
| 5                                                                    | Mexiko                 | 35 627           | 5,82 %    |
| 6                                                                    | Ukraina                | 30 800           | 5,03 %    |
| 7                                                                    | Storbritannien         | 17 765           | 2,90 %    |
| 8                                                                    | Spanien                | 14 307           | 2,34 %    |
| 9                                                                    | Kanada                 | 12 078           | 1,97 %    |
| 10                                                                   | Azerbajdzjan           | 12 000           | 1,96 %    |
| Total världsproduktion                                               | Total världsproduktion | 612 570          | 100,00 %  |
| Källa: FN:s livsmedels- och jordbruksorganisation:s data för år 2014 |                        |                  |           |

### Användning
Hallon är i många länder – inklusive Sverige – en av de vanligaste bärväxterna. Plockning är vanlig från vildväxande bestånd, och odlade varianter (se sortlistan ovan) förekommer i många trädgårdar. Hallon används bland annat till saft (både som hallon- och blandsaft), som marmelad och som sylt. Drottningsylt består av hälften hallon, hälften blåbär. Bären förekommer i många sorters efterrätter och bland annat som paj, tårta, glass och sorbet och som fruktkräm.

## Namn

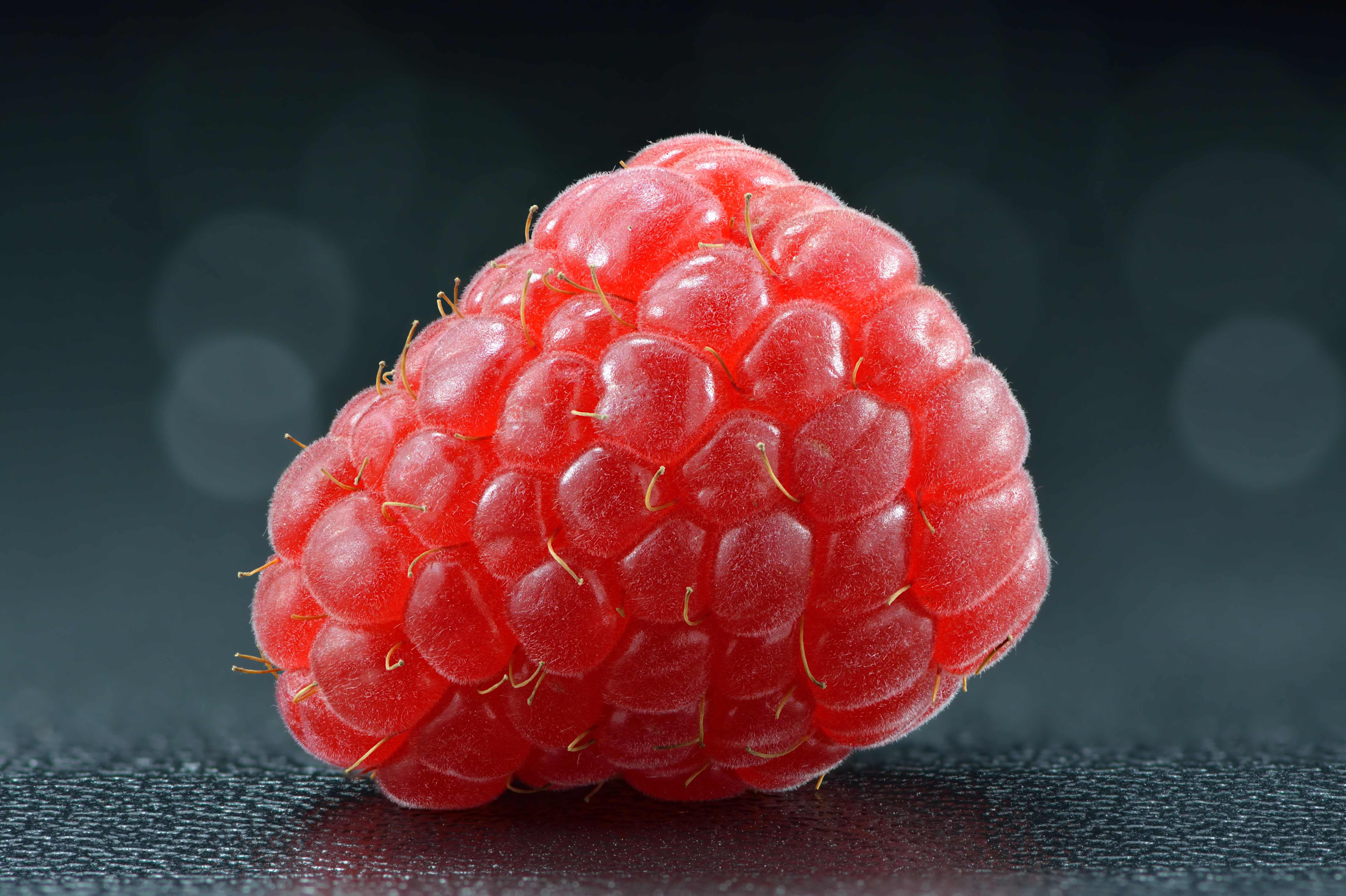

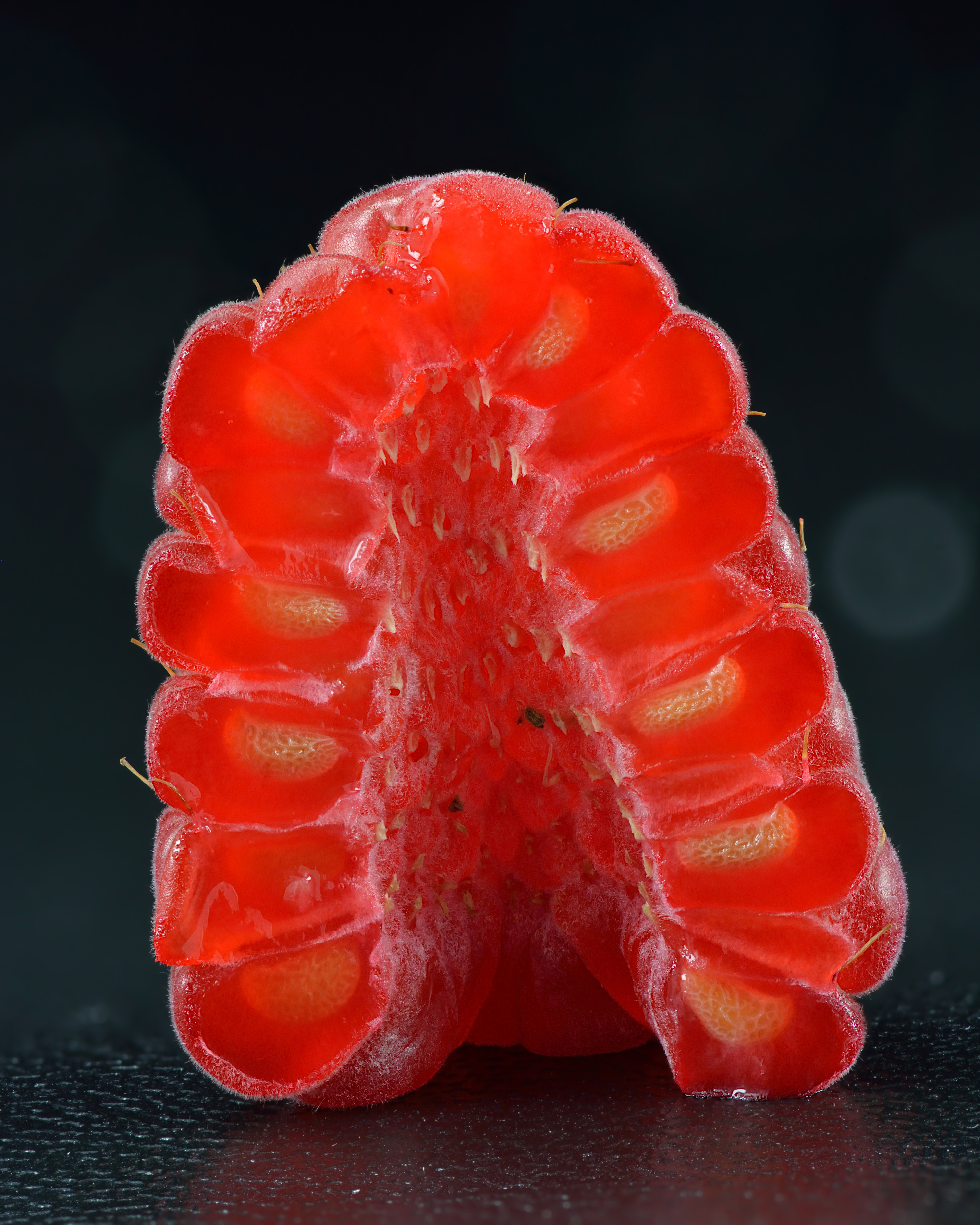

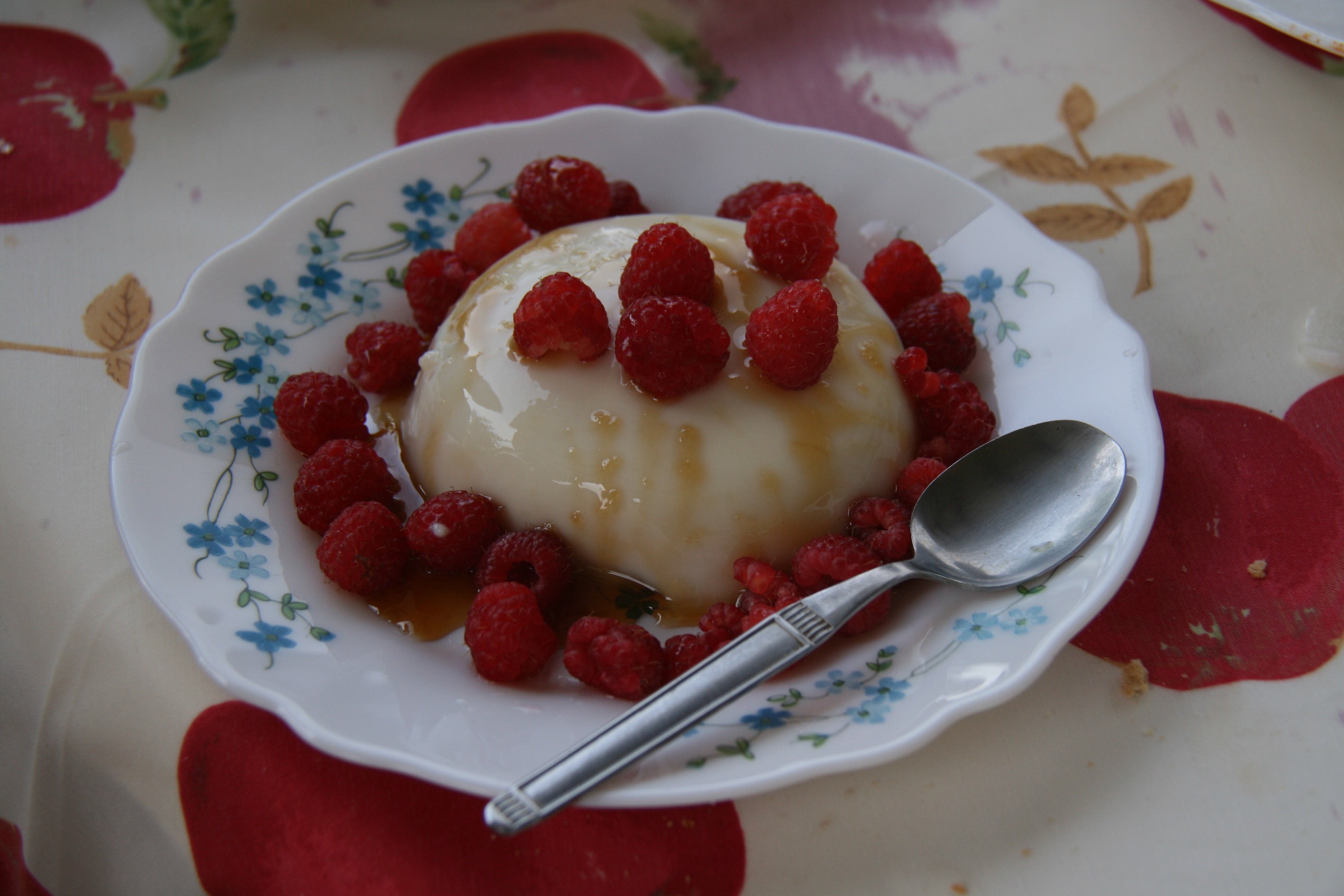
Hallondessert med färskost och honung

### Etymologi
Hallon som ett bärnamn har det vanliga suffixet -on, bildat till hall, närmast med tanke på den vid foten av en hall, häll förekommande rasbranten som en typisk växtplats för hallon.

### Dialekt
I Tenala (Nyland i Finland) säger man hallonbrakar om hallonbuskar, av brakar vilket avser buskar i allmänhet. 
En vanligt förekommande tolkning av varianten brannber är att bären ifråga växer bra där det har brunnit. Denna tolkning kan dock vara en efterkonstruktion. Exempelvis förekommer orddelarna 'bra(a)m/brom' och liknande i bl a
- engelska (Bramble) Detta är dock inte entydigt hallon, utan används svävande om flera rubus-arter, t.ex. björnbär och blåhallon m fl.
- fornengelska bremel, brember, hindberi
- fornnordiska brana (f) = hind
- gaeliska bru = hind
- nederländska (Braam). Detta kan dock avse flera rubus-arter, mest björnbär. Egentliga hallon ansluter till den romanska språkgruppen med framboos.
- fornhögtyska der Pramo, die Prama
- medelhögtyska Brame
- tyska (die Brombeere.) Detta avser dock björnbär. Hallon heter Himbeere (n).
- isländska Brómber, dock då i benämningar av det likartade bäret björnbär.

Via kopplingen brana = hind kan en sydlig grupp härledas:
- hin(d)ber, hin(d)bär (Blekinge, Halland)
- hingbär (Halland, Skåne)
- danska hindbær [6]
- fornengelska hindberi, hindberie. (I såväl fornengelska som i modern engelska förekommer bremel och brenber.
- I modern engelska fortlever hindberries dialektalt. [6]
- medelhögtyska Hintber [6]
- nyhögtyska die Himbeere [6]

Det i dagens engelska använda ordet raspberry har dock inget tydligt släktskap med någon av ovanstående ordstammar. Ett obevisat hugskott kunde dock vara ett långväga släktskap med det inledningsvis i samband med hall nämnda ordet rasbrant.
Se även bramberi (gammal högtyska). Etymologin för 'bram' är osäker, men kan enligt Oxford English Dictionary syfta på 'taggig buske'.
Alla exempel ovan avser germanska språk. De romanska språken har inbördes släktskap som bildar en tydlig grupp, där franska framboise kan tas som referenstyp. Detta kan härledas från ett gammalt tyskt ord, brambezi, med tydlig koppling till "bram-varianter" ovan.
Finska språket tillhör en helt annan grupp och har för hallon de helt annorlunda benämningarna vadelma, vatukka och varain. Det finns även en fjärde variant, nämligen hallain, som har en intressant ljudlikhet med hallon. Om det antyder ett verkligt släktskap med påverkan från svenska, eller endast skenbart är ännu oklart.
Den samiska varianten gapper-muörje (= hjälmbär) liknar inte heller någonting annat bland angränsande språkområden.
Dalanamnen fallbär och fållber förklaras enligt Rietz med att hallon gärna växer på hyggen (dialektalt fall) där träden fällts för svedjebruk.

## Galleri

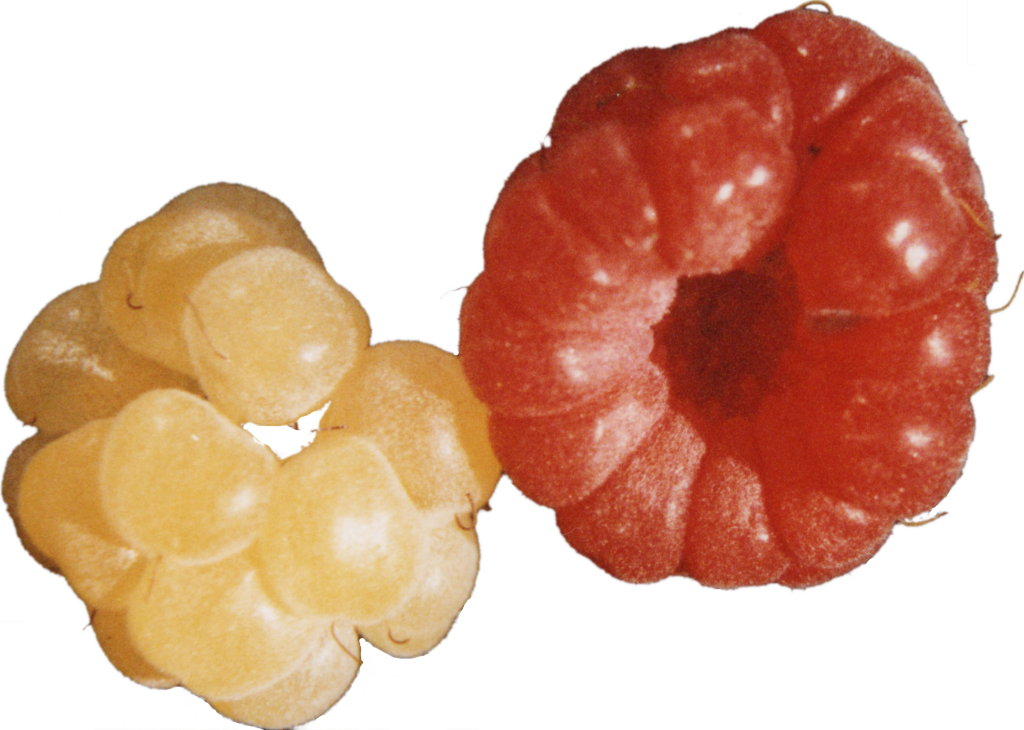
Ett gult och ett rött hallon
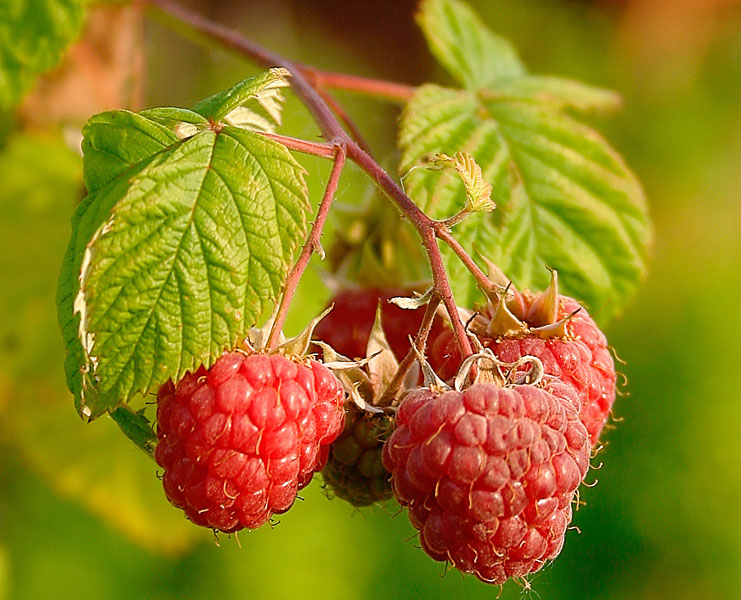
Hallon på en kvist
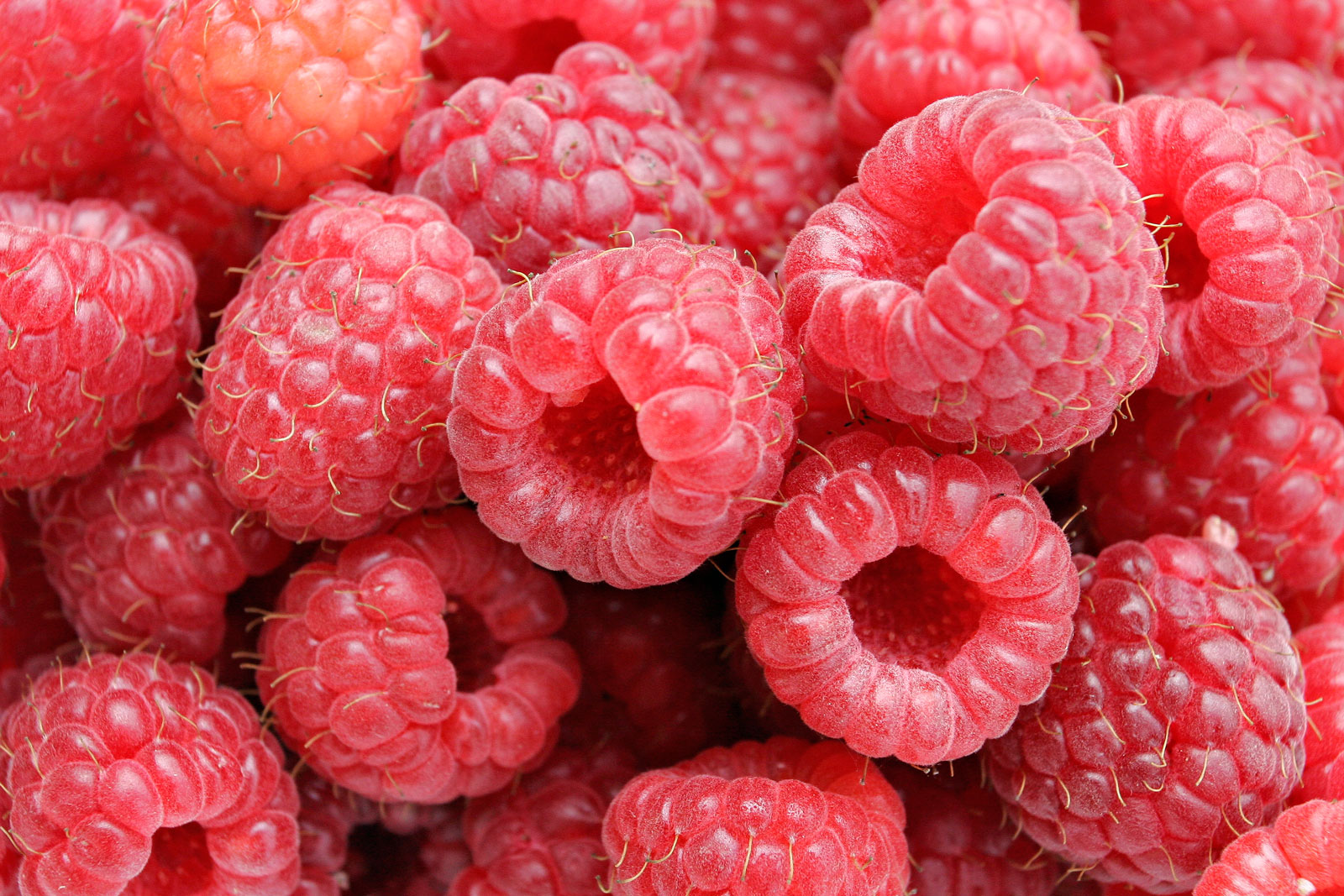
Hallon